# Antonio de la Gándara

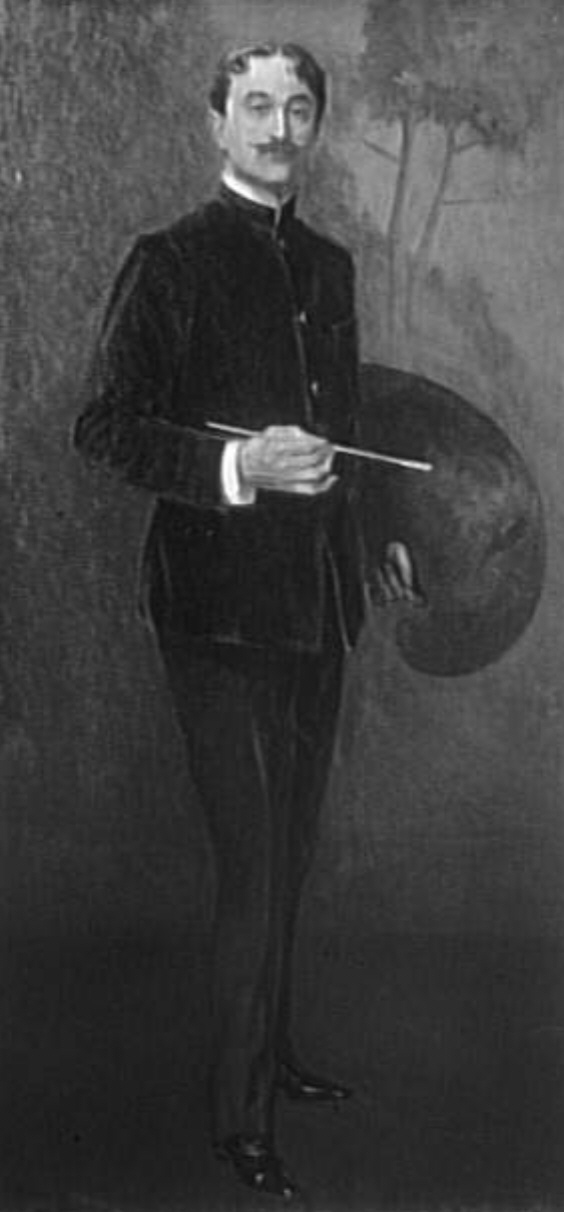
Antonio de la Gándara, Montgomery S. Roosevelt (1909).

Antonio de la Gándara (París, 16 de diciembre de 1861 – ibídem, 30 de junio de 1917) fue un pintor, pastelista y dibujante francés.

## Biografía
Era sobrino nieto de María Francisca de la Gándara de Calleja, Virreina de la Nueva España, cuyo famoso retrato hizo Vicente López Portaña. Su padre provenía de San Luis Potosí, México y su madre era inglesa. Ambas culturas ejercieron una gran influencia sobre él.
En marzo de 1878, Antonio de la Gándara fue admitido, con 17 años, en la Escuela Nacional de Bellas Artes de París (École des Beaux-Arts); su trabajo interesó a Jean-Léon Gérôme y Cabanes, y reconocieron pronto su talento en el Salon des Champs-Elysées en 1883 con un retrato de San Sebastián.
Sus profesores veían en él un maestro pero nada hacía presagiar hasta qué punto la vida de este joven prodigio iba estar íntimamente ligada a las intrigas y esplendores de la Belle Époque. Poco más de diez años le sirvieron para convertirse en uno de los artistas preferidos por la élite parisina.
Persona allegada a Rodolphe Salis, fundador del cabaret Le Chat Noir, y al esteta Robert de Montesquiou, de quien hizo varios retratos. Cuenta entre sus modelos a diferentes personalidades de la época, como:
- la condesa Jean de Montebello
- Leonor Uriburu de Anchorena
- Madame Gautreau
- Anna de Noailles
- Marie d’Annunzio
- Ida Rubinstein
- Romaine Brooks
- Sarah Bernhardt
- Paul Verlaine
- Winnaretta Singer
- Jean Lorrain
- Gabriel de Yturri
- Jean Moréas
- la condesa de Greffulhe
- la gran duquesa de Mecklenburg
- la princesa de Chimay
- el príncipe de Polignac
- el príncipe de Sagan
- Charles Leconte de Lisle.

Influido por Chardin, mostró su maestría inigualable con el retrato en la simplicidad hasta con el más fino detalle o su serenidad en escenas de puentes, barcos o calles de París.
La Gándara se codea con Edmond de Goncourt, Alphonse Daudet, Anatole France, Jean-Paul Laurens, Marcel Proust, Apollinaire, Colette, Reynaldo Hahn, Camille Saint-Saëns y Gabriel Fauré. Da clases a Federico Brandt, Pedro Blanes Viale y Theodore Lelyveld.
Se crea enemigos entre sus rivales celosos. Se le ve con frecuencia en compañía de la actriz Polaire, de la mujer de Gabriele d’Annunzio, de Liane de Pougy o de Ida Rubinstein.
Hacia 1900, siendo caballero de la Orden de Isabel la Católica y oficial de la Legión de Honor, Antonio de La Gándara está en el apogeo de su gloria, siendo su obra buscada en Europa y Estados Unidos. Émile Verhaeren ve en su obra la influencia de Chardin. Mientras que su amigo James McNeill Whistler cree ver en su obra su propia influencia. El Larousse Mensual de octubre de 1917 lo acerca a Zurbarán y a Diego Velázquez. Otros creen reconocer en su técnica su admiración por Goya.
A modo de distracción, La Gándara pinta magníficas vistas de París y naturalezas muertas. Ilustra algunas publicaciones: Les Danaïdes de Camille Mauclair. Con James McNeill Whistler, Jean-Louis Forain, y Yamamoto, La Gándara ilustra Les Chauves-Souris («Los murciélagos») de Robert de Montesquiou (publicado en 1893, hoy raro ejemplar de coleccionista) y deja una pequeña cantidad de litografías de una gran finura. Apasionado por la obra de Miguel de Cervantes, representa Don Quijote en su Biblioteca.
Su primera exhibición en Nueva York por Durand-Ruel en 1898 fue uno de sus mayores éxitos y lo consagró como uno de los maestros de su época. Las principales publicaciones comenzaron a emplear sus retratos, muchos de ellos fueron portada de publicaciones como Le Figaro. La Gandara participó en importantísimas exposiciones en París, Bruselas, Boston, Madrid, Berlín, Dresde, Venecia, Barcelona, Viena o Zaragoza.
Estalla la guerra de 1914. El pintor se muestra generoso con las obras de apoyo a los combatientes franceses y a sus familias. El 30 de junio de 1917, su amigo André Rouveyre anuncia a Serguéi Diáguilev, Fokine y Picasso el fallecimiento del gran artista. Lo enterraron en el Cementerio de Père Lachaise de París. Su fama decayó enseguida, pero se le ha reconocido como pieza clave del arte de su época, no solo por sus lienzos, sino también porque lo tomaron como modelo Jean Lorrain o Marcel Proust, Edmond de Goncourt, Georges-Michel, o Montesquiou.
Sus obras, a menudo notables y algunas veces intrigantes, son difíciles de encontrar pero son especialmente buscadas por los aficionados al arte de la Belle Epoque.
El 3 de noviembre de 2018 se inauguró durante cuatro meses en el Musée Lambinet en Versalles, una importante retrospectiva que reúne más de cien obras del pintor y muchos documentos. Curador de la exposición: Xavier Mathieu.